# Pittsburgher Abkommen
Das Pittsburgher Abkommen (tschechisch und slowakisch Pittsburská dohoda), deutsch auch Pittsburgher Vertrag, war ein am 31. Mai 1918 geschlossenes Abkommen zwischen tschechischen und slowakischen Exilgruppen, in dem diese die Grundlagen für den zu gründenden gemeinsamen Staat festlegten. Von der tschechischen Seite unter Führung des späteren tschechoslowakischen Präsidenten Tomáš Garrigue Masaryk wurden den slowakischen Vertretern Autonomie und Gleichberechtigung im zukünftigen Staat zugesichert.
Masaryk war 1918 in die USA gekommen, um einerseits die amerikanische Regierung für die tschechoslowakische Staatsgründung einzunehmen, andererseits aber um die Vereinigungen der tschechischen und vor allem der slowakischen Emigranten in das Projekt einzubinden und Einigkeit über die Grundlagen der gemeinsamen Staatlichkeit zu erzielen. An den Verhandlungen in Pittsburgh waren unter anderem die Slowakische Liga (Slovenská Liga), die Tschechische Nationale Vereinigung (České národní sdruženi; Leitung: Karel Kramář) sowie Vertreter tschechischer und slowakischer katholischer Vereine beteiligt. Viele Katholiken hatten sich dem laizistisch bis antiklerikal orientierten Tschechoslowakischen Nationalrat unter Masaryk bisher nicht anschließen wollen.
Das Pittsburgher Abkommen hielt fest, dass der gemeinsame Staat aus den alten Böhmischen Ländern und der Slowakei bestehen sollte. Letztere trat damit als administrative Einheit erstmals ins Licht der Geschichte. Die Slowakei sollte eine autonome Verwaltung, einen eigenen Landtag und einen eigenständigen Justizapparat haben. Slowakisch sollte Schul- und Amtssprache werden. Darüber hinaus legte man fest, dass die Tschechoslowakei eine demokratische Republik sein sollte.
Die Unterzeichner des Abkommens waren damals überzeugt, dass nur ein gemeinsames Vorgehen ihren Völkern die nationale Unabhängigkeit sichern würde. Die Slowaken fürchteten, dass sie sich nicht ohne Hilfe aus dem ungarischen Staatsverband würden lösen können. Für die Tschechen war das Problem die zahlreiche deutsche Minderheit in Böhmen und Mähren. Durch die Einbeziehung der Slowaken würde die slawische Mehrheit im neuen Staat deutlich größer ausfallen. Neben der damals tatsächlich weit verbreiteten Überzeugung, Tschechen und Slowaken seien Brudervölker, war es vor allem die Angst vor Deutschen und Ungarn, die den Abschluss des Pittsburgher Abkommens begünstigte. Unterschiedliche Auffassungen über das künftige Zusammenleben in einem Staat wurden einstweilen zurückgestellt.
Der Pittsburgher Vertrag ebnete den Weg zur von Masaryk, Milan Rastislav Štefánik und Edvard Beneš unterzeichneten tschechoslowakischen Unabhängigkeitserklärung (Washingtoner Deklaration) am 18. Oktober 1918, führte dann zur Ausrufung der Tschechoslowakei am 28. Oktober in Prag und zur Deklaration von Martin am 30. Oktober, mit der die Slowaken ihren Anspruch auf Autonomie im neuen Staat einforderten.

## Unterzeichner des Pittsburgher Vertrags
Albert Mamatey, Ján Janček, Ján Pankuch, Jozef Murgaš, Ján Kubašek, Ondrej Schustek, T. G. Masaryk, Karel Pergler, Hynek Dostál, Vojta Beneš (Bruder von Edvard Beneš), Jan Straka, Ivan Bielok, Oldřich Zlámal, Michal Bosák, Pavel Šiška u. a. 